# Jens Ulltveit-Moe
Jens Dag Ulltveit-Moe, född 16 juli 1942 i Drammen, är en norsk entreprenör, som grundat företaget Umoe AS. 
Jens Ulltveit-Moe är son till rektorn Borgar Ulltveit-Moe (1906–1984) och läraren Ragnhild Johne (1912–1985). utbildade sig till civilekonom på Norges Handelshøyskole i Bergen och till magister i internationell politik på Columbia University i New York i USA. Han arbetade därefter på konsultföretaget McKinsey i New York och London och som chef för Asterix Shipping i London. Han började på Knut Knutsen OAS i Haugesund 1980.
År 1984 grundade han investmentbolaget Ulltveit-Moe-gruppen, som senare omdöptes till Umoe AS. Detta företag är idag en industrigrupp av konglomerattyp. 
Jens Ulltveit-Moe var ordförande i Norges Rederiforbund 1990–1992 och i Næringslivets Hovedorganisasjon 2000–2004. Han har varit återkommande skribent i Aftenposten, där han bland annat han har propagerat för större klimatpolitiska insatser. 
Han var 1981-2002 gift med socionomen Hanne Elisabeth Kierulf (född 1944) och är idag gift med nationalekonomen Karen Helene Ulltveit-Moe (född 1967).